# Opération Mouette
Haiphong – Hanoi – Papillon – Léa – Ceinture – Route Coloniale 4 – Vĩnh Yên – Mạo Khê – Sông Đáy – Hòa Bình – Nghia Lo
– Lorraine – Nà Sản – Bretagne – Adolphe – Laos I – Atlante – Camargue – Hirondelle – Brochet – Mouette – Laos II – Điện Biên Phủ –  Mang-Yang-Pass
Opération Mouette (Möwe) war eine Militäroperation des französischen Expeditionskorps während des Indochinakriegs. Vom 14. Oktober bis zum 7. November 1953 versuchten die französischen Truppen ein Nachschubzentrum der Viet Minh südlich des Deltas des Roten Flusses zu zerschlagen. Die Viet Minh konnten während der Operation den Großteil des Nachschubs aus dem umkämpften Gebiet abtransportieren.

## Verlauf
Die Operation steht in einer Linie von Angriffsoperationen gegen das logistische Hinterland der Viet Minh in Tonkin und Annam, die im Rahmen des Navarre-Plans vom gleichnamigen Oberbefehlshaber der CEFEO gestartet wurden. Die Operation der CEFEO zielte auf das Nachschubzentrum der Viet Minh südlich des Deltas bei Phu Nho Quan ab. Die Franzosen stellten hierfür sechs mobile Gruppen inklusive unterstützenden Panzerkräften und amphibischen Einheiten zur Verfügung. Das Zielgebiet wurde von der 320. Division verteidigt, welche von den französischen Kräften umzingelt wurde. Der Widerstand der vietnamesischen Seite ermöglichte es den Viet Minh den Großteil der gelagerten Militärgüter in sichere Gebiete abzutransportieren. Die Hauptlast der Kämpfe wurde vom 48. und 64. Regiment der Viet Minh getragen.